# Shinjuku
Shinjuku (新宿区 Shinjuku-ku?) este unul dintre cele 23 de sectoare speciale ale zonei metropolitane Tōkyō în Japonia. Este un important centru comercial și administrativ, Guvernul Metropolitan al Tokio-ului având sediul în Shinjuku.

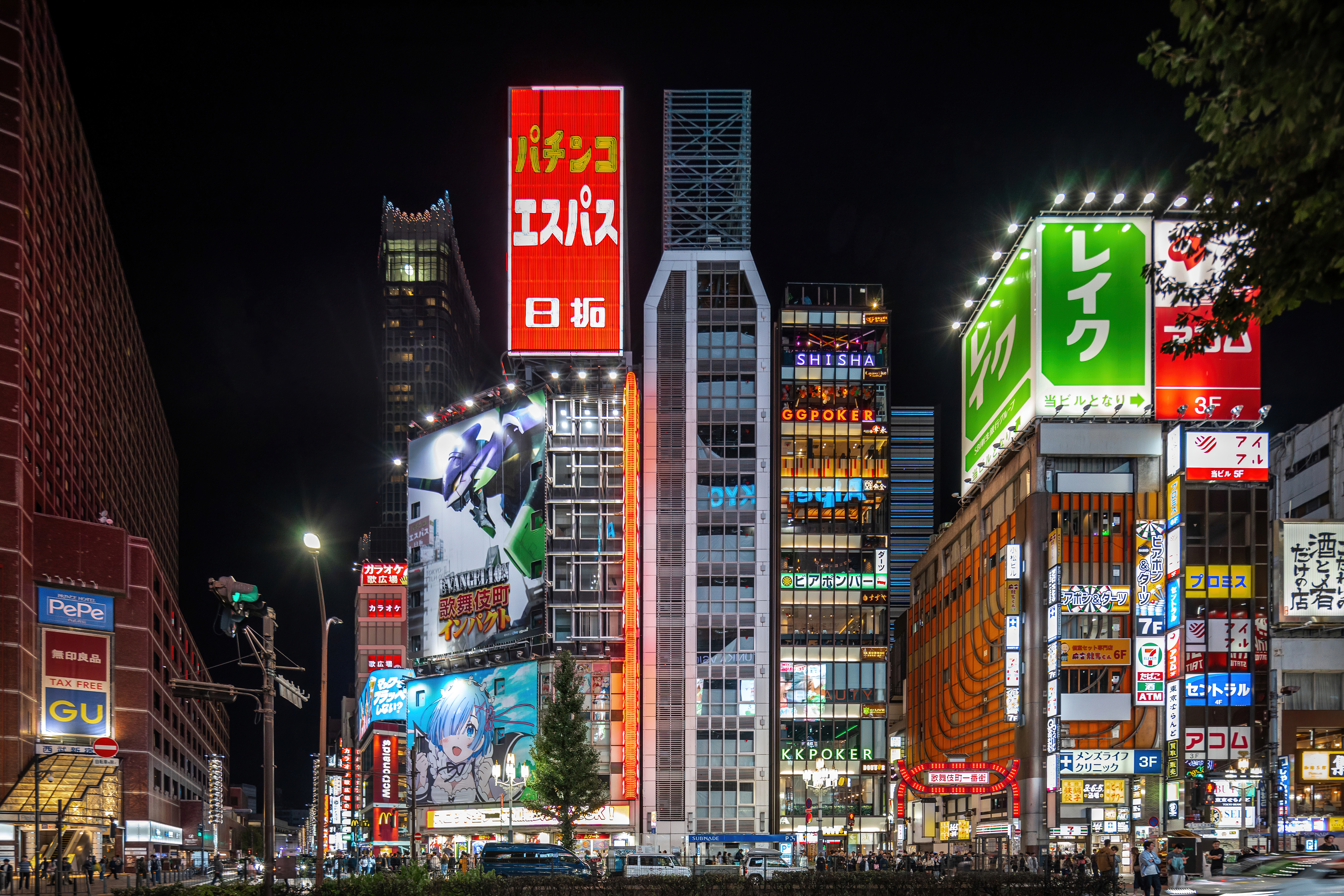
Shinjuku noaptea

Stația Shinjuku este cea mai aglomerată gară din lume cu o medie de circa 3,64 de milioane de pasageri pe zi.
Începând cu 2008, districtul are o populație de 312.418 locuitori și o densitate de 17.140 loc/km². Suprafață totală este de 18,23 km².

## Legături externe
- Site oficial: japoneză, engleză Arhivat în 4 aprilie 2005, la Wayback Machine.